# Rudy Douven
Rudy Douven (ur. 5 maja 1961 w Heerlen) – holenderski szachista, mistrz międzynarodowy od 1986 roku.

## Kariera szachowa
W 1979 r. zdobył w Waddinxveen tytuł mistrza Holandii juniorów do 20 lat. W tym samym roku zajął IV m. (za Yasserem Seirawanem, Aleksandrem Czerninem i Predragiem Nikoliciem) na mistrzostwach świata juniorów do 20 lat, rozegranych w Skien. Na przełomie lat 1979/80 i 1980/81 dwukrotnie reprezentował Holandię w Groningen na mistrzostwach Europy juniorów do 20 lat.
W 1988 r. odniósł dwa znaczące sukcesy: w Hilversum zdobył złoty medal indywidualnych mistrzostw Holandii, natomiast w Salonikach zdobył brązowy medal na szachowej olimpiadzie. Oprócz tego zajął IV m. w Wijk aan Zee (turniej Hoogovens-B, za Witalijem Cieszkowskim, Johnem Fedorowiczem i Friso Nijboerem). W 1989 r. podzielił III m. (za Wiktorem Korcznojem i Margeirem Peturssonem, wspólnie z m.in. Joelem Lautierem, Anthony Milesem i Ianem Rogersem) w silnie obsadzonym otwartym turnieju w Lugano. W kolejnych latach w turniejach klasyfikowanych przez Międzynarodową Federację Szachową startował rzadko, nie odnosząc sukcesów.
Najwyższy ranking w karierze osiągnął 1 lipca 1989 r., z wynikiem 2475 punktów dzielił wówczas 7-8. miejsce (wspólnie z Friso Nijboerem) wśród holenderskich szachistów.